# Dunes modernes du littoral landais de Mimizan Plage au Vieux-Boucau
Dunes modernes du littoral landais de Mimizan Plage au Vieux-Boucau este o arie protejată (sit de importanță comunitară — SCI) din Franța întinsă pe o suprafață de 593 ha, din care 1 % marine.

## Localizare
Centrul sitului Dunes modernes du littoral landais de Mimizan Plage au Vieux-Boucau este situat la coordonatele 44°04′32″N 1°19′22″W / 44.07556°N 1.32278°V.

## Înființare
Situl Dunes modernes du littoral landais de Mimizan Plage au Vieux-Boucau a fost declarat arie specială de conservare în baza directivei 92/43 din 1992 referitoare la conservarea habitatelor naturale și a faunei și florei sălbatice pentru a proteja 3 specii de animale.

## Biodiversitate
Situată în ecoregiunea atlantică, aria protejată conține 8 habitate naturale: Dune mobile cu vegetație embrionară, Dune mobile de-a lungul țărmului cu Ammophila arenaria („dune albe”), Dune de coastă fixe cu vegetație erbacee („dune gri”), Dune cu Salix repens ssp. argentea (Salicion arenariae), Pajiști uscate europene, Depresiuni intradunale umede, Dune împădurite cu Pinus pinea și/sau Pinus pinaster, Dune împădurite din regiunile atlantică, continentală și boreală.
La baza desemnării sitului se află mai multe specii protejate:
- mamifere (2): vidră de râu (Lutra lutra), nurcă (Mustela lutreola)
- reptile (1): țestoasa de baltă (Emys orbicularis)

Pe lângă speciile protejate, pe teritoriul sitului au mai fost identificate 1 specie de păsări.